# Markus Oesterreicher
Markus Oesterreicher či Marek Oesterreicher (16. července 1814 Pecka – 12. července 1897 Mariánské Lázně) byl pardubický podnikatel, zakladatel a prvním starostou Židovské náboženské obce v Pardubicích. 

## Život

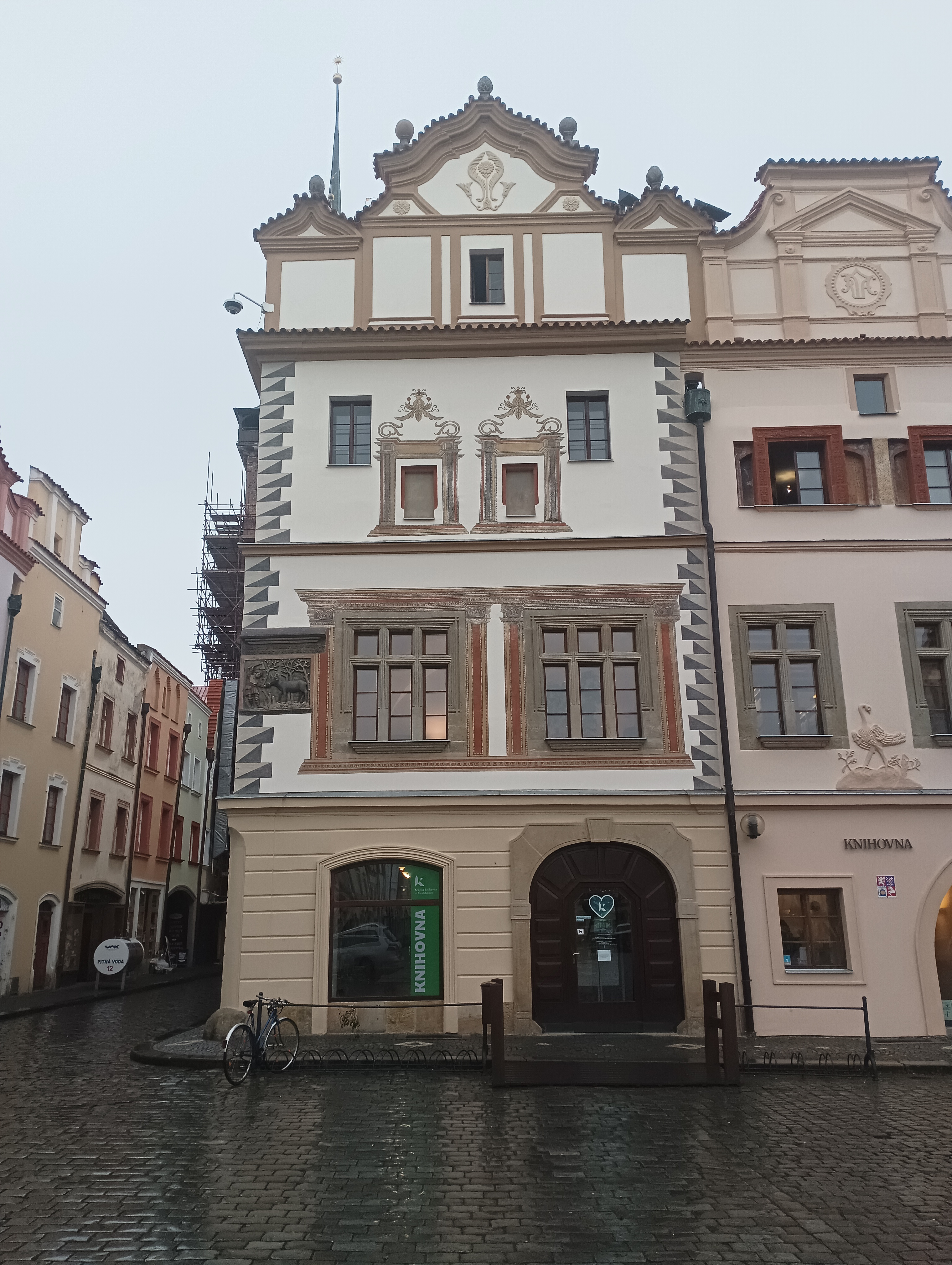
Dům Marka Oesterreicha (Krajská knihovna v Pardubicích)

Markus Oesterreicher byl nájemcem pivovaru z Pecky. Do Pardubic se dostal v roce 1850 a koupil zde od Filipa Koudelky zchátralý dům čp. 77 na náměstí za 10 400 zlatých, kde dnes sídlí Krajská knihovna. Stal se tak prvním Židem, který bydlel přímo na Pernštýnském náměstí. Chtěl zde začít podnikat, ale jeho žádost k magistrátu města o vtělení kupní smlouvy na dům byla zamítnuta, protože nemohl prokázat, zda v minulosti získal městská práva. Nakonec se svým odvoláním uspěl až u vrchního zemského soudu, který městské radě nařídil smlouvu zapsat.
Od roku 1853 provozoval dílnu na cukrovinky a koloniál (obchod se smíšeným zbožím). Později ve svém obchodě prodával také tabák a kolky. V roce 1874 dostal povolení přeměnit svoji dílnu na cukrovinky v továrnu na čokoládu. Sídlem podniku se stal dům s čp. 30 na pozdější Masarykově třídě. Po jeho smrti převzal podnikání jeho syn Gustav.

### Role v Židovské náboženské obci
S přílivem nových židovských rodin v 50. letech 19. století bylo nutné založit jednotnou organizaci, a tak v roce 1853 vznikla Židovská náboženská obec. Jejím prvním starostou se stal Markus Oesterreicher, kdy funkci vykonával 44 let, přičemž se během tohoto období zasadil o mnoho změn, jako bylo postavení synagogy (mezi lety 1877-1878) či obecního domu (v letech 1867-1868), kde sídlila hebrejsko-německá škola. Obě budovy se nacházely na konci Třídy Míru. Za Oesterreichova působení v roce 1874 došlo také k přijetí prvních obecních stanov a v období 1867 až 1897 byl také prvním starostou Židovského pohřebního bratrstva.

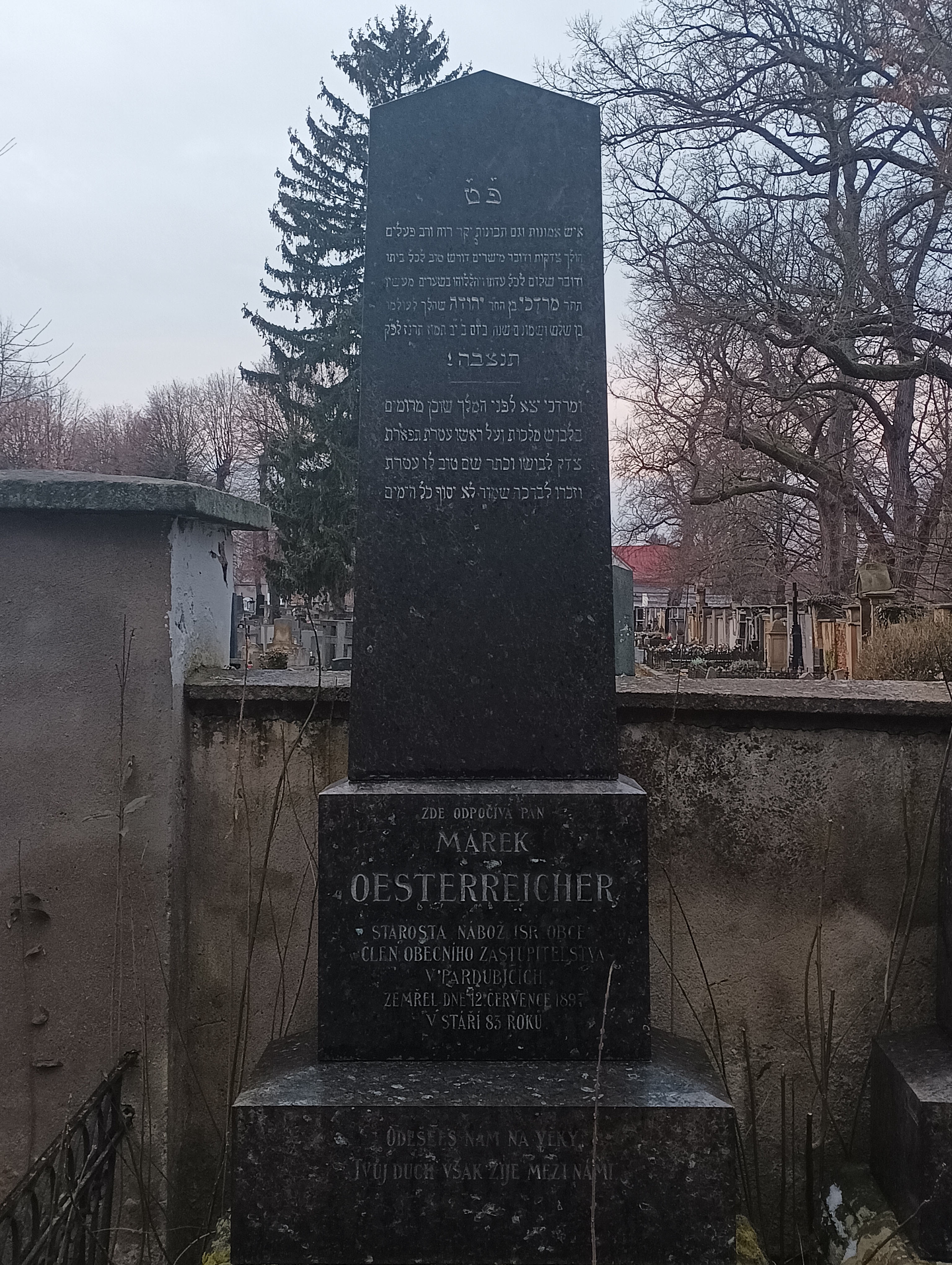
Hrob Marka Oesterreicha

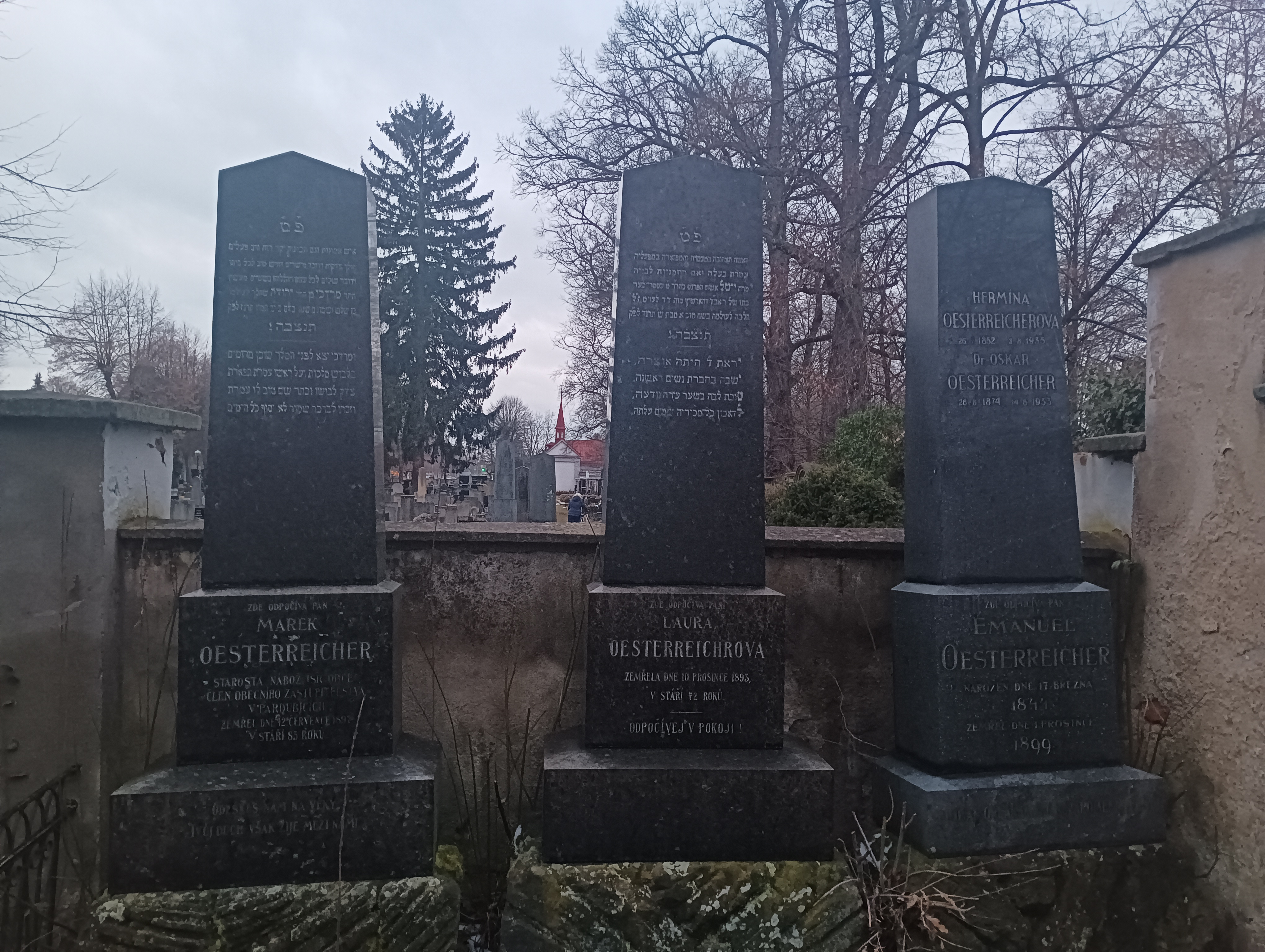
Hroby rodiny Oesterreichů

### Rodina
S manželkou Laurou, která byla od roku 1874 předsedkyní Spolku židovských paní a dívek, měli devět dětí – Emanuela (nar. 1844), Filipínu (nar. 1845), Karla (nar. 1846), Gustava Adolfa (nar. 1848), Davida Bertholda (nar. 1850), Ernestinu (nar. 1854), Ottu (nar. 1860), Alfréda (nar. 1867) a Emu (datum narození nezjištěno).
Jeho hrob se nachází na Novém židovském hřbitově v Pardubicích. V roce 1900 mu byla věnována pamětní deska, která byla původně umístěna v synagoze a následně přemístěna do obřadní síně Nového židovského hřbitova.